# وایتبرن، تاین و ور
وایتبرن (به انگلیسی: Whitburn) یک روستا در بریتانیا است که در تاینساید جنوبی واقع شده‌است. وایتبرن ۷٬۴۴۸ نفر جمعیت دارد.

## یادداشت ها
1. ↑  2011. South Tyneside ward of Whitburn and Marsden